# Pleistocene sớm
| Hệ/ Kỷ | Thống/ Thế | Bậc/ Kỳ             | Tuổi (Ka) | Tuổi (Ka) |
| --- | ---------- | ------------------- | --------- | --------- |
| Đệ Tứ | Holocen    | Meghalaya           | 0         | 4,250     |
| Đệ Tứ | Holocen    | Northgrip           | 4,250     | 8,236     |
| Đệ Tứ | Holocen    | Greenland           | 8,236     | 11,70     |
| Đệ Tứ | Pleistocen | 'Trên'/Muộn         | 11,70     | 129,0     |
| Đệ Tứ | Pleistocen | Chibania hay 'Giữa' | 129,0     | 774,0     |
| Đệ Tứ | Pleistocen | Calabria            | 774       | 1.806     |
| Đệ Tứ | Pleistocen | Gelasia             | 1.806     | 2.588     |
| Tân Cận | Pliocen    | Piacenza            | 2.588     | 3.600     |
| Ghi chú và tham khảoSubdivision of the Quaternary Period according to the ICS, as of May 2019. For the Holocene, dates are relative to the year 2000 (e.g. Greenlandian began 11,700 years before 2000). For the beginning of the Northgrippian a date of 8,236 years before 2000 has been set. The Meghalayan has been set to begin 4,250 years before 2000. 'Tarantian' is an informal, unofficial name proposed for a stage/age to replace the equally informal, unofficial 'Upper Pleistocene' subseries/subepoch. In Europe and North America, the Holocene is subdivided into Preboreal, Boreal, Atlantic, Subboreal, and Subatlantic stages of the Blytt–Sernander time scale. There are many regional subdivisions for the Upper or Late Pleistocene; usually these represent locally recognized cold (glacial) and warm (interglacial) periods. The last glacial period ends with the cold Younger Dryas substage. |            |                     |           |           |

Pleistocen sớm (trong thời địa tầng còn gọi là tầng Calabria) là một giai đoạn trong thế Pleistocen. Thời điểm bắt đầu của giai đoạn này được xác định là 1,806 ± 0,005 triệu năm trước. Thời điểm kết thúc của nó được xác định là vào thời điểm diễn ra sự đảo ngược cực từ trường của Trái Đất lần cuối cùng vào khoảng 781.000 ± 5.000 năm trước.